# Deutschmerisch
Deutschmerisch (jiddisch דײַטשמעריש dajtschmerisch, YIVO-Schreibung daytshmerish) bezeichnet eine Form des Jiddischen, die in Rechtschreibung, Wortschatz und/oder Grammatik stark an das Schriftdeutsche angelehnt ist.

## Definition
Deutschmerisches Jiddisch kann sich sowohl in der Rechtschreibung als auch in Grammatik und Wortschatz zeigen. Deutschmerisch ist keine einheitliche Form des Jiddischen, es gibt verschiedenste Stufen der „Eindeutschungen“, und was als „deutschmerisch“ gilt, hängt zu einem gewissen Grade von der Einschätzung des Sprechers ab.
Parallel zu besonders „deutschen“ Formen des Jiddischen kommen natürlich auch Varianten des Jiddischen vor, die mehr als die Standardsprache vom Slawischen, Hebräischen und – neuerdings – vom Englischen beeinflusst sind. Beispielsweise verwenden Chassiden in New York für „Auto“ meist das englische קאַר kar statt des standardjiddischen und augenscheinlich dem Deutschen nahestehenden, אויטאָ ojto (YIVO oyto). Der Gebrauch von אויטאָ ojto ist hier strenggenommen nicht deutschmerisch, weil dieses Wort ja das „offiziell“ gebrauchte ist. Jiddischsprachige, die stattdessen ein anderes Wort für „Auto“ benutzen, könnten אויטאָ trotzdem als deutschmerisch empfinden. Die Einschätzung, was schon „deutschmerisch“ und was noch standardjiddisch ist, ist deshalb teilweise sehr individuell.
Davon nicht immer einfach zu trennen ist die natürliche Tatsache, dass Juden in deutschsprachigen Umgebungen (historisch besonders in Deutschland oder Österreich-Ungarn) nolens volens mehr deutschen Einfluss aufweisen bzw. aufwiesen als jene, die in Russland oder Weißrussland in slawischsprachigen Umgebungen leben bzw. lebten und auch als jene, die in den USA wohnen.

## Geschichte
Deutschmerische Arten des Jiddischen fanden ihre weiteste Verbreitung in jiddischen Publikationen des späten 19. und frühen 20. Jahrhunderts. Viele jiddischsprachige Zeitschriften und Zeitungen in Galizien und Ungarn aus dieser Zeit können als deutschmerisch bezeichnet werden, so z. B. das Jüdische Volksblatt aus Budapest und Der Jud aus Krakau. Jüdische Zeitschriften, die im russischen Kaiserreich herausgegeben wurden, waren dagegen weniger „erzieherisch“ und bedienten sich einer weniger verdeutschten ostjiddischen Zeitungs- und Literatursprache. Der Einfluss des Deutschen auf das Jiddische wurde ab dem frühen 20. Jahrhundert von Philologen wie Ber Borochov und Salomon Birnbaum und dem 1925 gegründeten Jiddischen Wissenschaftlichen Institut erfolgreich bekämpft. In ultraorthodoxen Kreisen, die am weltlich-jiddischen Kulturleben keinen Anteil nehmen, lebt die deutschmerische Schreibweise und der deutschmerische Wortschatz allerdings bis heute fort.

### Rechtschreibung
Wie Jiddisch allgemein werden auch deutschmerisch beeinflusste Formen der Sprache in hebräischer Schrift geschrieben. Dabei wenden die Verfasser jedoch Rechtschreibregeln der deutschen Schriftsprache an, die sich sonst im Jiddischen nicht finden. Im Deutschmerischen wird beispielsweise das stumme h meist dort geschrieben, wo es auch in der deutschen Schreibweise vorkommt. So schreiben deutschmerische Publikationen „Jahrgang“, angelehnt an die deutsche Schreibweise, יאַהרגאַנג jahrgang mit stummem h (mit dem Buchstaben ה He) statt des heute üblichen יאַרגאַנג jargang. Ähnlich bevorzugt man זעהר sehr (YIVO zehr) statt des häufigeren זייער sejer (YIVO zeyer).
Deutschmerische Rechtschreibungen übernehmen auch die Doppelschreibung von Mitlauten, die im Jiddischen sonst in solchen Fällen nicht vorkommt, etwa רוססלאַנד (russland) statt רוסלאַנד (rusland) „Russland“.

### Wortschatz
Im Bereich des Wortschatzes verwenden deutschmerische Sprecher Wörter deutschen Ursprungs wo nicht-deutschmerische Sprecher Lehnwörter aus dem Slawischen, Hebräischen oder anderen Sprachen bevorzugen. Beispielsweise:
- לעזן (lesn, YIVO lezn) statt des romanischen לייענען (lejenen, YIVO leyenen) „lesen“
- מער (mer) statt des hebräischen ים (jam, YIVO yam) „Meer“

## Weitere Verwendungen
Gelegentlich wird die Bezeichnung deutschmerisch auch allgemein für eine deutsch-jiddischsprachige Mischung verwendet, unter anderem für eine Form des Deutschen mit jiddischem Einfluss.
Vom eigentlichen Deutschmerischen abzugrenzen sind Sprachstile, die sich der hochdeutschen Schriftsprache bedienen, diese aber in hebräischen Buchstaben schreiben. Der seit dem 2. August 1861 für wenige Jahre in Lemberg erscheinende Galizische Bote kann als Beispiel hiefür gelten. Linguistisch gesehen handelt es sich dabei um Standarddeutsch in hebräischer Umschrift, und nicht um eine wie auch immer geartete jiddische Sprachform im engeren Sinne.